# Okna Tsahan Zam
Okna Tsahan Zam ou Vladimir Karuyev (en russe Владимир Каруев) est un chanteur et compositeur kalmouk promouvant la culture et la musique des kalmouks et plus généralement mongol de Russie,.

## Biographie
Okna Tsahan Zam n'a pas eu d'éducation musicale traditionnelle. Selon une interview qu'il a accordée à Tim Cope, cinéaste d'aventure et auteur, il a été formé à Moscou en tant qu'ingénieur nucléaire et a travaillé dans une centrale nucléaire. Il s'est tourné vers la culture kalmouk après avoir eu vingt ans et est par la suite devenu un interprète du Jangar, un type chant épique et traditionnel turco-mongol notamment réalisé grâce à l'aide de la technique vocale du Khöömii. Il a fait de nombreuses tournées en Mongolie, ainsi qu'en Europe,.
Okna Tsahan Zam chante avec le style Khoomei, un type de chant diphonique caractérisant les chants mongols. En 2005, il a collaboré avec Tanya Tagaq, une chanteuse diphonique inuite canadienne, et Wimme, un yoiker sami de Finlande, pour réaliser et sortir un album de chants traditionnels Shaman Voices.